# Xanthochroa erythrocephala
Xanthochroa erythrocephala är en skalbaggsart som först beskrevs av Ernst Friedrich Germar 1824.  Xanthochroa erythrocephala ingår i släktet Xanthochroa och familjen blombaggar. Inga underarter finns listade i Catalogue of Life.